# Synagoga v Jevíčku
Synagoga v Jevíčku je bývalá synagoga v Jevíčku, městě v okrese Svitavy. Nachází se v Soudní ulici v centru města. Od roku 1951 ji využívá sbor Československé církve husitské. Od roku 1993 je chráněnou kulturní památkou.

## Historie
V roce 1747 byla původní dřevěná synagoga zničena požárem. Trvalo pak téměr padesát let, než židovská obec shromáždila dostatek prostředků pro vznik nové, zděné, která byla vztyčena v letech 1792 až 1794. Původně klasicistní stavba byla údajně postavena také z kamenů ze zbořeného farního kostela. V roce 1907 proběhla její přestavba v secesním stylu.
Následkem tragických událostí druhé světové války a holokaustu pak došlo k razantnímu zmenšení zdejší židovské obce a synagoga již nikdy nebyla obnovena. Budovu od počátku 50. let 20. století využívá Církev československá husitská jako svou modlitebnu.